# Erebia pseudocassioides
Erebia pseudocassioides är en fjärilsart som beskrevs av Reverdin 1909. Erebia pseudocassioides ingår i släktet Erebia och familjen praktfjärilar. Inga underarter finns listade i Catalogue of Life.